# Česká florbalová unie
Česká florbalová unie (Tschechische Florballunion) ist der Sportverband, der die Sportart Unihockey in Tschechien vertritt.

## Geschichte
Der Verband wurde 1992 gegründet, sein erster Präsident war Martin Vaculík. 1994 wurde die erste Meisterschaft der Herren durchgeführt. Meister wurde IBK Forza Tatran Střešovice.

## Verbandszahlen
- Vereine: 406[1]
- Lizenzierte Spieler: 38.833[1]
  - davon Männer: 12.336[1]
  - davon Männer unter 19: 19.982[1]
  - davon Frauen: 2.365[1]
  - davon Frauen unter 19: 4.150[1]